# Dalibor Filipović
Dalibor Filipović (Spalato, 28 settembre 1974) è un allenatore di calcio ed ex calciatore croato, di ruolo attaccante.

## Carriera

### Allenatore
Nel giugno 2017 si siede sulla panchina dell'Uskok Klis e, nel maggio 2018 dopo l'insuccesso nella prima partita valida per la qualificazione in 3. HNL, viene sollevato da tale incarico.
Nella prima metà del 2019 affianca Boris Pavić  come vice allenatore del Solin.
Nel novembre 2021 viene nominato allenatore dell'OSK Otok militante in 3. HNL. Nel marzo 2022, dopo aver ottenuta 1 sola vittoria in 8 partite, viene sostituito da tale incarico da Vjeran Simunić.
Nel novembre dello stesso anno prende le redini del Sloga Mravince per poi, nel maggio 2023, lasciare tale incarico per motivi familiari.

## Palmarès

### Giocatore
- Campionato sloveno: 4

Maribor: 1997-1998, 1998-1999, 1999-2000, 2000-2001
- Coppa di Slovenia: 1

Maribor: 1998-1999